# Ушаковская ВЭС
Ушаковская ВЭС — ветряная электростанция, расположенная в районе посёлка Ушаково Гурьевском районе Калининградской области России. Введена в эксплуатацию в 2018 году. Состоит из 3 немецких ветроагрегатов по 2,3 МВт каждый, общая установленная мощность составляет 6,9 МВт (на момент запуска мощность каждого ветрогенератора составляет 1,7 МВт).
Принадлежит АО «Калининградская генерирующая компания».

## История строительства и эксплуатации
В 2018 году была возведена Ушаковская ВЭС, взамен Зеленоградской ВЭС, обладавшей мощностью 5,1 МВт. Монтаж всех ветроустановок был завершен в марте 2018 года. Ветропарк начал свою работу осенью 2018 года.
Выработка электрической энергии на ВЭС составила:
- в 2018 году — 3 639 тыс кВт⋅ч[3];
- в 2019 году — 10 845 тыс кВт⋅ч[3];
- в 2020 году — 10 922  тыс кВт⋅ч[4];
- в 2021 году — 9 700 тыс кВт⋅ч[4];
- в 2022 году — 10 366  тыс кВт⋅ч[5];